# Островитанія (роман)
«Островитанія» (англ. Islandia) — класичний утопічний роман Остіна Теппена Райта, професора юридичної кафедри Каліфорнійського університету Берклі. Написаний як захоплення протягом тривалого періоду часу, рукопис було відредаговано посмертно й скорочено приблизно на третину автором / редактором Марка Сакстоном за порадою та згоди дружини та дочки Райта. Вперше вийшов у твердій палітурці у видавництві Farrar & Rinehart 1942 року, через одинадцять років після смерті автора (1931 рік).
Островитанія — цілком уявна країна, подібна до Толкінового «Володаря перснія», хоч і більш схожа на утопію, ніж на стандартну фантастику.
Оригінальна «Островитанія» була започаткована Райтом, коли він ще був хлопчиком. Створення власної цивілізації стало його повноцінним дозвіллям. Повні документи «Островитанії» включають «докладну історію ... у комплекті з географією, генеалогією, представлені в її літературі, мові та культурі». Повна та неопублікована версія «Островитанії» зберігається у Г'ютонській бібліотеці в Гарвардському університеті. 61-сторінковий вступ до «Островитанії» Базіла Девенпорта був опублікований разом з оригінальним романом 1942 року.
Головний герой та оповідач у романі — американець Джон Ланг, випускник Гарвардського університету 1905 року. Сюжет роману відправляє нас до Островитанії, вигаданої країни, яка знаходиться в реальному світі. Ця віддалена країна «на вершині півкулі Караїна» знаходиться поблизу «невивчених відходів Антарктиди в південній півкулі». Громадяни цієї країни прийняли «Закон 100, обмежуючи доступ до острова не більше ніж сто голих відвідувачів одночасно». Райт, мабуть, мав на увазі як самоізоляцію Сіаму, починаючи з 1688 року, так і Японію, починаючи з битви під Секіґахарі в 1603 році.

## Теми
Культура Островитанії має багато «прогресивних» рис, включаючи реабілітацію повій до пристойного суспільства, любов громадян до природи та їхнє сільське життя. Слово для міста на острові «алайнрі» буквально означає «місце багатьох людей»; у всіх міських сім'ях є країна, до якої вони можуть повернутися.
Як й інші автори спекулятивної фантастики, Райт вирішив уявити собі суспільство, яке відрізняється від нашого в одній або декількох основних рисах. Одне з них полягає в тому, що, хоча цивілізація Островитанії є технологічно примітивною, вона значно розвиненіша набагато років вперед, ніж Західна, в розумінні людських емоцій та психології. Райт написав більшу частину роману протягом 1920-х років, але переважно завершив його ще напередодні Першої світової війни, забезпечуючи особливо строгий контраст між філософією острова та відносно суворими звичаями тогочасних західних країн. Занурений у культуру островів, Джон Ланг постійно посилює розуміння свої емоцій та статевих почуттів. Він звикає до сексуально розкутої культури Островитанії. Опис Райта може бути спрямований як позитивний коментар щодо зростаючої сексуальної вседозволеності американської культури 1920-х років.
Інша відмінність між культурою Островитанії та Заходом полягає в тому, що островитяни відкидають найсучасніші західні технології. Це сільське суспільство з аркадіанською філософією, яку Дорн гумористично називає «просвітленим гедонізмом». Вони не зацікавлені в побудові залізниць для швидкого проїзду. Але вони не відкидають всіх західних технологій; вони використовують декілька західних винаходів, які вони вважають потрібними, такі як сучасні гвинтівки та швейні машини Singer.
Серед відкриттів Джона Ланга він виявив, що островитяни люблять чотири слова:
- алія: любов до місця, рідної землі та свого походження (геймат)
- амія: любов друзів (філія)
- анія: прагнення до шлюбу та вірність (сторге)
- апія: сексуальний потяг (ерос)

## Сюжет

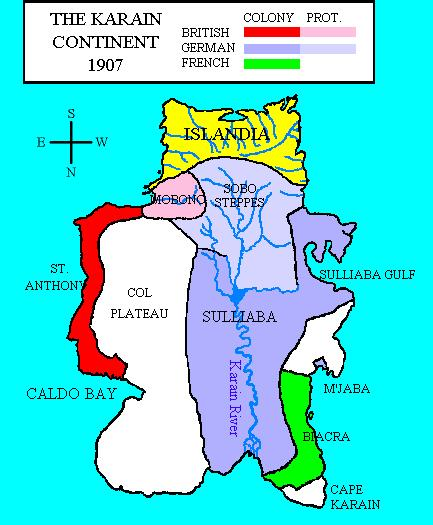
Напівконтинент Караін з Островитанією на півдні (вгорі)

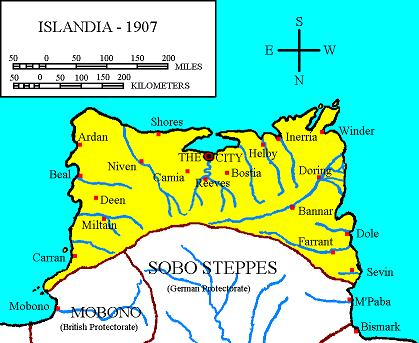
Островитанія у 1907 році

Під час навчання в Гарвардському університеті, Джон Ланг стає другом-одногрупником студента з Островитанії, на ім'я Дорн, і вирішує вивчити островитанську мову (яка майже не розповсюджена за межами острова). Після того, як він завершив навчання, дядько Джона, відомий бізнесмен, організовує його призначення американським консулом в Островитанії, спираючись на його здатність розмовляти мовою цієї країни. Поступово Джон Ланг дізнається, що його таємна місія, як американського консула, полягає в тому, щоб зробити все необхідне для збільшення американських можливостей торгівлі в Островитанії. Він не розпочинає виконувати цю місію відразу, вважаючи за краще спочатку пізнати країну та її людей.
Джон Ланг зустрічається і починає романтичні стосунки з сестрою друга-одногрупника, Дорною. Вони проводять деякий час разом наодинці, в той же час Джон спочатку вважає це зневажливим, оскільки вони не знаходяться в шлюбі. Коли Дорна розуміє почуття Джона, вона розповідає йому, що вона не відчуває взаємних почуттів до нього (хоча він і дивується, оскільки не розуміє чи вона «не може», або «не буде»). Вона приймає пропозицію про шлюб від короля замість того, прекрасного молодого чоловіка, який вже якийсь час залицявся до неї.
Одним з кульмінаційних моментів у романі є рішення народу острова відкинути вимоги Великих держав щодо вільної торгівлі та імміграції, вибираючи, замість цього, збереження своїх традицій шляхом ізоляції. У міру посилення цієї політичної стратегії, Джон Ланг симпатизує Островитанії, на велике розчарування багатьох американських бізнесменів, які прагнуть нових прибуткових торгових можливостей, включаючи й дядька Джона Ланга.
Наприкінці роману, Джону Лангу дозволено стати громадянином Островитанії як нагороду за героїзм, проявлений під час нападу сусідньої держави. До цього моменту він закохався в американську подругу, з якою він підтримував постійну переписку. Вони вирішили одружитися, і коли вона приїєджає на острів, то також отримує громадянство.

## Сиквели
Є також три сиквели / приквели, які написані Марком Сакстоном, людиною, яка редагувала оригінальний рукопис Островитанії. Рецензенти описують ці книги як розважальні та самодостатні. Приквели стосуються подій, коротко згаданих в оригінальному романі, і, ймовірно, спираються на неопубліковані замітки Райта. Всі три книги були опубліковані з дозволу спадкоємців Райта. Сильвія Райт, дочка Райта та його спадкоємиця, загинули незадовго до завершення третьої книги Сакстона, і з цього часу не було нових книг.
- «Іслар, Островитанія сьогодні — оповідь Ланга III». Опублікована в 1969 році, події в романі розгортаються в ту історичну епоху. Сюжет стосується спроби державного перевороту в Островитанії, який відбувається в той час, коли національний уряд обговорює, чи приєднуватися до Організації Об'єднаних Націй.
- «Два королівства», опублікований у 1979 році, приквел, події якого розгортаються у XIV столітті. Сюжет стосується подій, які супроводжували царювання єдиної жіночої правительки в історії островів та династичні зміни, які випливають з цього.
- «Хаос в Островитанії», опублікований у 1982 році, ще один приквел, події якого відбуваються в XII столітті. Римо-католицька церква намагається повалити уряд острова, і, після невдачі, сама була вигнана з країни (паралельно з вигнанням християн з Японії).

## Культурні посилання
«Островитанія» згадується коротко як сучасна міфічна країна в «Мельниці Гамлета» (стор. 51) та в «Ісларі».
Островитанські види любові згадуються Урсулою К. Ле Ґуїном у романі «Завжди повертається додому», хоча вона згадує лише три з чотирьох видів (анія, апія та алія).